# Giovanni Leonardo Primavera
Giovanni Leonardo Primavera, auch Giovan Leonardo Primavera, (* um 1540 in Barletta; † nach 1585) war ein italienischer Komponist, Dichter und Musikherausgeber der Renaissance.

## Leben und Werk
Primavera wurde in Barletta geboren; die meiste Zeit seines Lebens wirkte er in Neapel. Er komponierte zahlreiche Madrigale. Neben dieser künstlerischen Hochform schuf er auch zahlreiche neapolitanische Villanellen. Primaveras Madrigal Nasce la gioia mia wählte Palestrina als Vorlage für eine Messe.
Primavera veröffentlichte mehrere Bände mit eigenen Madrigalen und Villanellen. Er trat auch als Textdichter einiger seiner Madrigale auf. Er nahm in seine Werke auch Kompositionen von Musikern auf, mit denen er freundschaftlich verbunden war wie Alessandro Striggio der Ältere, Massimo Troiano, Francesco Portinaro, Pompeo Stabile und Giovanni Leonardo de l'Arpa.
Primavera stand zeitweise in Diensten des Marchese di Vico wie dies die Widmung seines Werkes Frutti von 1573 zeigt.